# Linum mucronatum
Linum mucronatum är en linväxtart. Linum mucronatum ingår i släktet linsläktet, och familjen linväxter.

## Underarter
Arten delas in i följande underarter:
- L. m. armenum
- L. m. assyriacum
- L. m. gypsicola
- L. m. mucronatum
- L. m. orientale
- L. m. pubifolium
- L. m. syriacum